# ديف هاسلام
ديف هاسلام (بالإنجليزية: Dave Haslam)‏ هو دي جيه بريطاني، ولد في عقد 1960.

## وصلات خارجية
- الموقع الرسمي